# Daewoo CPC-300
De CPC-300 is een door het Zuid-Koreaanse Daewoo gefabriceerde MSX 2 homecomputer uit 1989 conform de MSX-computerstandaard.

## Omschrijving
Alle computerelektronica is ondergebracht in een  uit één stuk bestaande computerbehuizing met een geïntegreerd toetsenbord. Het toetsenbord bestaat verder uit een afzonderlijk numeriek toetsenbord en cursortoetsen.
Bekende kleurencombinaties voor de behuizing zijn zwart, in combinatie met grijze toetsen, of wit, in combinatie met grijze en donkerblauwe toetsen. De computer beschikt over slechts één cartridgesleuf en beschikt niet over een ingebouwd diskettestation.

## Modelvarianten
Dit computermodel kent verschillende modeltypen: de CPC-300 en CPC-300E. De CPC-300E is een vereenvoudigde versie van de CPC-300.
Verder kent de CPC-300 twee varianten: één modelvariant voor de lokale Zuid-Koreaanse markt en één variant voor de exportmarkten.

### Zuid-Koreaanse variant
Het toetsenbord is uitgerust met Hangul-tekens (het Koreaanse fonetische alfabet) en beschikt over een speciale toets (met de opdruk 'Hangul') om deze tekens in te voeren en is bovendien voorzien van een indicatielichtje.
De computer is zowel uitgerust met het door Microsoft ontwikkelde MSX-BASIC (versie 2.0) als het door Daewoo ontwikkelde MSX of Hangul of version 3.00.
De Koreaanse variant (geldt echter niet voor de CPC-300E) is bovendien uitgerust met een geïntegreerd programma. Deze wordt automatisch uitgevoerd tijdens het opstarten van de computer, tenzij een cartridge in de cartridgesleuf is geplaatst of tijdens het opstarten de SELECT-toets wordt ingedrukt.

### Exportvariant
De Koreaanse Hangulsymbolen ontbreken op dit toetsenbord en zijn vervangen door Diakritische tekens voor de verschillende Europese talen. De speciale toets (voorzien van de opdruk 'Code') voor de invoer van diakritische tekens is niet uitgerust met een indicatielichtje.

## Technische specificaties
Processor
- Zilog Z80A met een kloksnelheid van 3,56 MHz. (PAL)

Geheugen
- ROM: 128 kB
  - MSX BASIC versie 2.0
  - MSX BASIC Hangul versie 3.00
  - geïntegreerde software: MSX-TUTOR (Koreaanse variant, echter niet op CPC-300E)

- RAM: 128 kB (CPC-300E: 64 kB)
  - VRAM: 128 kB
  - Werkgeheugen: 128 kB (CPC-300E: 64 kB)

Weergave
- VDP Yamaha V9938
- tekst: 80×24, 40×24 en 32×24 (karakters per regel × regels) vier kleuren, twee voorgrondkleuren en twee achtergrondkleuren
- grafisch: resolutie maximaal 512×212 beeldpunten (16 kleuren uit 512) en 256×212 (256 kleuren)
- kleuren: maximaal 256 op scherm 8

Controller
- MSX-controller: S-1985
- real-time klok met zelfopladende batterij (niet op CPC-300E)

Geluid
- PSG
- 3 geluidskanalen, waarvan één ruiskanaal
- 8 octaven

Aansluitingen
- netsnoer
- RF-uitgang
- CVBS monitor
- luminantie uitgangsconnector
- zwart-wit-schakelaar
- datarecorder (1200/2400 baud)
- printer
- lichtpen (niet op CPC-300E)
- 2 joysticks (niet op CPC-300E)
- 1 cartridgesleuf